# Georg Hans Emmo Wolfgang Hieronymus
Georg Hans Emmo Wolfgang Hieronymus est un botaniste et important collecteur allemand né en 1846 à Schöneiche en province de Silésie et décédé en 1921 à Berlin.
Il étudie la médecine à Zurich et Berne de 1868 à 1870 et s'intéresse très tôt à la botanique. Il passe son doctorat à l'université de Halle en 1872.
De 1874 à 1883, il est professeur de botanique à Córdoba, en Argentine, où il effectue d'importantes collectes avec G. Niederlein. Ensuite, il s'installe à Breslau de 1883 à 1892, puis à Berlin où il devient curateur du jardin botanique et du musée du jardin botanique à partir de 1892. Il y édite le journal Hedwigia pendant 28 ans.
Il était spécialiste des fougères et algues. Il a constitué d'importantes collections de plantes d'Europe centrale et d'Amérique du Sud.

## Quelques publications
- Beitrage Zur Kenntniss Der Centrolepidaceen - 1873
- Icones et descriptiones plantarum: quae sponte in Republica Argentina crescunt. Abbildungen und beschreibungen von pflanzen, welche in der Republik Argentina wildwachsend gefunden werden - Academia Nacional de Ciencias en Córdoba, 1885
- Eine neue Selaginella (S. Herteri) aus Uruguay - Repertorium novarum specierum regni vegetabilis, Volume 13, p. 421 - 422 - 1914

## Plantes qui lui ont été dédiées
Un genre Hieronymiella lui a été dédié ainsi que le grand nombre de plantes suivantes :
| - Acaena hieronymi Kuntze (1898) - Rosacée d'Argentine (Tucuman & Mendoza) - Aglaomorpha hieronymi (Brause) Copel. (1914) - Polypodiacée de Nouvelle-Guinée (Synonyme : Dryostachyum hieronymi Brause) - Alguelagum hieronymi Briq. (1896) - Lamiacée (Synonyme : Sphacele hieronymi Briq.) - Alsophila hieronymi Brause (1912) - Cyathéacée de Nouvelle-Guinée - Altensteinia hieronymi Cogn. (1895) - Orchidacée d'Argentine (Synonyme : Aa hieronymi Cogn. ou Schltr.) - Alyssum hieronymi Sennen (1916) - Brassicacée - Angelphytum hieronymi (Hassl.) H.Rob. (1984) Astéracée d'Argentine (Synonyme : Zexmenia hieronymi Hassl.) - Anthurium hieronymi Engl. (1898) - Aracée d'Équateur - Asterochlaena hieronymi (Gürke) Hassl. (1910) - Malvacée d'Argentine (San Jose, Salta) (Synonymes : Pavonia hieronymi Gürke, Lass hieronymi (Gürke) Kuntze) - Astragalus hieronymi Ulbr. (1906) - Fabacée d'Argentine - Baccharis hieronymi Heering (GCI) - Astéracée d'Équateur - Begonia micranthera var. hieronymii (Lindau) L.B.Sm. & B.G.Schub. (1941) - Bégoniacée d'Argentine (Synonyme : Begonia hieronymi Lindau) - Berberis hieronymi C.K.Schneid. (1905) - Berbéridacée d'Argentine - Blechnum hieronymi Brause (1920) - Blechnacée de Nouvelle-Guinée - Blotiella hieronymi (Kümmerle) Pic.Serm. (1983) - Dennstaedtiacée d'Afrique tropicale (Synonyme : Lonchitis hieronymi Kümmerle) - Blumenbachia hieronymi Urb. (1884) - Loasacée d'Argentine (Synonyme : Saloa hieronymi Stuntz) - Bomarea hieronymi Pax (1890) - Alstroemériacée de Colombie - Bowlesia hieronymusii H.Wolff (1908) - Apiacée d'Argentine - Bromelia hieronymi Mez (1891) - Broméliacée d'Argentine - Buddleja hieronymi R.E.Fr. (1905) - Buddléjacée d'Argentine - Cacosmia hieronymi H.Rob. (1976) - Astéracée d'Équateur - Calceolaria hieronymi Kraenzl. (1907) - Scrophylariacée d'Argentine (Synonyme : Calceolaria foliosa Griseb.) - Carex fuscula var. hieronymi Kük. (1909) - Cypéracée d'Argentine (Synonymes : Carex hieronymi Boeckeler, Carex inconspicua Steud. var. hieronymi Kük.) - Cerastium hieronymi Pax (1893) - Caryophyllacée d'Argentine - Cheilanthes hieronymi Herter (1925) - Adiantacée d'Argentine (Synonyme : Cheilanthes marginata var. gracilis Hieron.) - Cyperus hieronymi Boeckeler (1888) - Cypéracée d'Argentine - Danthonia hieronymi (Kuntze) Hack. ex Stuck. (1906) - Poacée d'Argentine (Synonymes : Triraphis hieronymi Kuntze, Lamprothyrsus hieronymi (Kuntze) Pilg.) - Deyeuxia hieronymi (Hack.) Türpe (1962) - Poacée d'Argentine (Synonyme : Calamagrostis hieronymi Hack.) - Dicksonia hieronymi Brause (1920) - Dicksoniacée de Nouvelle-Guinée - Dimerostemma hieronymi (Hassl.) M.D.Moraes (2007) - Astéracée (Synonyme : Zexmenia hieronymi Hassl.) - Dioscorea hieronymi Uline (1917) - Dioscoréacée d'Argentine - Diplazium hieronymi (Sodiro) C.Chr. (1913) - Woodsiacée d'Équateur (Synonyme : Asplenium hieronymi Sodiro) - Diplolepis hieronymi (Lorentz) Liede & Rapini (2005) - Asclépiadacée d'Argentine (Rio Negro) (Synonymes : Grisebachiella hieronymi Lorentz, Astephanus hieronymi (Lorentz) Malme, Cynanchum hieronymi (Lorentz) Hicken) - Elaphoglossum hieronymi (Sodiro) C.Chr. (1905) - Lomariopsidacée d'Équateur (Synonyme : Acrostichum hieronymi Sodiro) - Esenbeckia hieronymi Engl. - Rutacée du Brésil - Fabiana hieronymi Niederl. - Solanacée de Patagonie - Fagara hieronymi Engl. (1896) - Rutacée d'Argentine - Festuca hieronymi Hack. (1903) - Poacée d'Argentine - Gentianella hieronymi (Gilg) Fabris (1958) - Gentianacée d'Argentine (Synonyme : Gentiana hieronymi Gilg) - Habenaria hieronymi Kraenzl. (1893) - Orchidacée d'Argentine - Halenia hieronymi Gilg (1906) - Gentianacée d'Argentine - Helianthemum rossmaessleri Willk. subsp. hieronymi (Sennen) Rivas Mart. & Cantó (2002) - Cistacée (Synonymes : Helianthemum hieronymi Sennen, Rhodax hieronymi (Sennen) Holub) - Hieracium hieronymi Zahn (1922) - Astéracée d'Équateur - Hybanthus hieronymi (Griseb.) Hassl. (1909) - Violacée (Synonymes : Ionidium hieronymi Griseb., Calceolaria hieronymi (Griseb.)Kuntze) - Hymenophyllum hieronymi (Brause) C.Chr. (1934) - Hyménophyllacée de Nouvelle-Guinée (Synonyme : Trichomanes hieronymi Brause) - Ipomoea hieronymi (Kuntze) O'Donell (1948) - Convolvulacée d'Argentine (Synonymes : Mouroucoa hieronymi Kuntze, Argyreia hieronymi (Kuntze) K.Schum., Convolvulus hieronymi Kuntze) - Isoetes hieronymi U.Weber (1922) - Isoétacée d'Argentine (Córdoba) - Jatropha hieronymi Kuntze (1898) - Euphorbiacée d'Argentine (Jujuy) - Koeleria hieronymi Domin (1906) - Poacée d'Argentine - Lampayo hieronymi Schum. & Moldenke (1941) - Verbénacée d'Argentine (La Rioja) - Lupinus hieronymi C.P.Sm. (1943) - Fabacée d'Argentine - Luzula hieronymi Buchenau & Griseb. (1879) - Juncacée d'Argentine (Cienega, Tucumán) (Synonyme : Juncoides hieronymi Kuntze) - Lycium hieronymi F.A.Barkley (1953) - Solanacée d'Argentine (Catamarca) - Lycopodium hieronymi Brause ex Nessel (1939) - Lycopodiacée | - Malaxis hieronymi (Cogn.) L.O.Williams (1939) - Orchidacée d'Argentine (Synonyme : Microstylis hieronymi Cogn.) - Malesherbia lirana var. hieronymi (Harms) Ricardi (1967) - Malesherbiacée d'Argentine (Synonyme : Malesherbia hieronymi Harms) - Melandrium hieronymi Pax (1893) - Caryophyllacée d'Argentine - Mentha hieronymi Sennen (1935) - Lamiacée - Merinthosorus hieronymi Copel. (1942) - Polypodiacée de Nouvelle-Guinée - Monactis hieronymi H.Rob. (1976) - Astéracée du Pérou - Mutisia hieronymi Sodiro ex Cabrera (1934) - Astéracée d'Équateur - Nepeta × hieronymi Sennen (1936) - Lamiacée hybride - Nephelea woodwardioides var. hieronymi (Brause) Gastony - Cyathéacée (Synonymes : Cyathea hieronymi Brause, Nephelea hieronymi (Brause) R.M.Tryon) - Nototriche hieronymi A.W.Hill (1906) - Malvacée d'Argentine - Odontophyllum hieronymi (Griseb.) Sreem. (1977) - Acanthacée d'Argentine (Synonyme : Aphelandra hieronymi Griseb.) - Opuntia hieronymi Griseb. (1879) - Cactacée d'Argentine - Oxalis hieronymi Griseb. (1879) - Oxalidacée d'Argentine - Oxydectes hieronymi (Griseb.) Kuntze (1898) - Euphorbiacée d'Argentine (Synonyme : Croton hieronymi Griseb.) - Pappostipa hieronymusii (Pilg.) Romasch. (2008) - Poacée d'Argentine (Synonymes : Stipa hieronymusii Pilg., Jarava hieronymusii (Pilg.) Peñail.) - Paronychia chilensis var. hieronymi Höss. (1921) - Illécébracée d'Argentine (Synonyme : Paronychia hieronymi Pax) - Paspalum hieronymi Hack. (1901) - Poacée d'Argentine - Passiflora hieronymi Harms (1894) - Passifloracée d'Équateur - Phoradendron hieronymi Trel. (1916) - Viscacée d'Argentine - Piper hieronymi C.DC. (1898) - Pipéracée d'Argentine (Synonyme : Peperomia hieronymi K.Schum.) - Poa hieronymi Hack. (1902) - Poacée d'Argentine (La Rioja) - Polygala hieronymi Chodat (1893) - Polygalacée d'Argentine - Polylepis hieronymi Pilg. (1906) - Rosacée de Bolivie - Rhynchospora hieronymi Boeckeler (1888) - Cypéracée d'Argentine - Rosa hieronymi Sennen (1936) - Rosacée - Rubus hieronymi Focke (1914) - Rosacée - Salix hieronymi Huter (1907) - Salicacée hybride - Satureja hieronymi Sennen -(1934) - Lamiacée - Schickendantzia hieronymi Pax (1889) - Alstroemériacée d'Argentine - Scirpus hieronymi Boeckeler (1888) - Cypéracée d'Argentine - Senecio hieronymi Griseb. (1879) - Astéracée d'Argentine - Solanum hieronymi Kuntze (1898) - Solanacée d'Argentine - Statice hieronymi Sennen -(1936) - Plumbaginacée - Tamarix hieronymi Sennen (1936) - Tamaricacée - Teucrium murcicum Sennen subsp. hieronymi (Sennen) T.Navarro & Rosua (1990) - Lamiacée (Synonyme : Teucrium × hieronymi Sennen) - Thelypteris hieronymusii (C.Chr.) C.F.Reed (1968) - Thélyptéridacée de Colombie (Synonymes : Dryopteris hieronymusii C.Chr., Lastrea hieronymusii (C.Chr.) Copel.) - Tibouchina hieronymi Cogn. (1891) - Mélastomatacée du Brésil - Tillandsia capillaris f. hieronymi L.B.Sm. (1935) - Broméliacée d'Argentine (Synonyme : Tillandsia hieronymi Mez) - Tithymalus hieronymi (R.Subils) Soják (1980) - Euphorbiacée (Synonyme : Euphorbia hieronymi R.Subils) - Tragia hieronymi Pax & K.Hoffm. (1919) - Euphorbiacée d'Argentine (Pasaje rio Juramento, Salta) - Trichilia hieronymi Griseb. (1879) - Méliacée d'Argentine - Trixis hieronymi Arechav. (1904) - Astéracée d'Uruguay - Tropaeolum hieronymi Buchenau (1899) - Tropaéolacée - Uragoga hieronymi Kuntze (1891) - Rubiacée - Valeriana hieronymi Graebn. (1899) - Valérianacée d'Équateur - Vernonia hieronymi (Kuntze) K.Schum. (1900) - Astéracée de Bolivie (Synonyme : Cacalia hieronymi Kuntze) - Viola hieronymi W.Becker (1922) - Violacée d'Argentine - Weinmannia hieronymi Engl. (1930) - Cunoniacée d'Argentine - Willoughbya hieronymi Rusby (1907) - Astéracée de Bolivie - Xiphopterella hieronymusii (C.Chr.) Parris (2007) Grammitidacée (Synonymes : Polypodium hieronymusii C.Chr., Xiphopteris hieronymusii (C.Chr.) Holttum) - Zephyranthes hieronymi Pax (1889) - Amaryllidacée d'Argentine |